# Henri Streicher
Pour les articles homonymes, voir Streicher.
 Henri Streicher, M.Afr., né le 28 juillet 1863 à Wasselonne (Bas-Rhin) et décédé le 7 juin 1952 à Villa Maria au nord de Masaka (Ouganda), est un évêque missionnaire français vicaire apostolique d'Ouganda et fondateur des Filles de Marie.

## Biographie
Issu d'une famille d'optants pour la France, Henri Streicher est ordonné prêtre le 23 septembre 1887 au sein de la Société des missionnaires d'Afrique (Pères blancs), fondée par Charles Martial Lavigerie. Il enseigne d'abord pendant deux ans l'histoire de l'Église et les études bibliques au séminaire grec-melchite de Jérusalem, puis il passe un an à enseigner la théologie au scolasticat des Pères blancs à Carthage. Ces expériences d'enseignant vont le convaincre de l'importance de la formation pendant toute sa vie de missionnaire. Il est nommé en 1890 pour les missions du vicariat apostolique du Victoria-Nyanza, en plein cœur de l'Afrique de l'Est. Il y arrive au début de l'année 1891 et envoyé à la mission de Buddu, au royaume des Gandas. Quelques mois plus tard, une guerre éclate entre factions catholiques et factions anglicanes armées par les Britanniques, débouchant sur la colonisation de la Couronne britannique. Le vicariat est divisé en trois en 1894 et Henri Streicher se retrouve dans la partie septentrionale, dénommée Victoria-Nyanza septentrional et administrée par Antonin Guillermain. La mission de Rubaga (ouverte en 1889 sous Jean-Joseph Hirth) lui est confiée.   
Après la mort soudaine de fièvres de AntoninGuillermain, Henri Streicher devient supérieur par intérim de cette mission puis est nommé, le 1er février 1897, évêque in partibus de Thabraca (de) et vicaire apostolique de la région du nord du lac Victoria-Nyanza (Victoria-Nyanza septentrional - partie actuelle de l'archidiocèse de Kampala) en Ouganda, sous protectorat britannique. Parmi ses collaborateurs, il compte sur le brillant Auguste Achte.
Ayant refusé un retour d'Afrique en Europe pour sa consécration épiscopale, Henri Streicher est ordonné évêque sur place, en l'église Notre-Dame de Kamoga (au Bukumbi), le jour de la fête de l'Assomption, par son ancien vicaire apostolique du Victoria-Nyanza, Jean-Joseph Hirth, M.Afr. (1854-1931) (devenu vicaire apostolique du Victoria-Nyanza méridional), Alsacien comme lui et fondateur de l'Église au Rwanda. Vicaire apostolique de l'Ouganda (nouvelle dénomination du même vicariat à partir de 1915), il reçoit du pape le privilège personnel de la cappa magna. Il fait construire la nouvelle église de la mission de Rubaga (aujourd'hui cathédrale de Kampala). Sous son vicariat, le nombre de catholiques passe de 30 000 à 303 000 et quarante-six prêtres locaux sont ordonnés.
Henri Streicher voulait en premier lieu développer l'alphabétisation et l'instruction et fit ouvrir de nombreuses écoles sur son territoire. Il fonda une école spéciale pour les catéchistes en 1902. Il s'assurait personnellement que les catéchumènes connaissent leur alphabet avant d'être admis au catéchuménat et qu'ils puissent connaître les bases de l'écriture et de la lecture avant d'être baptisés. 
Jusqu'en 1916, il résista à l'apprentissage de l'anglais dans ses écoles, pensant que cela inclinait les élèves à des préoccupations dévoyées. Le résultat fut malheureusement que les catholiques d'Ouganda se trouvaient désavantagés par rapport aux Ougandais anglicans, dans une colonie administrée par la Couronne britannique. Il admit pourtant l'anglais à partir de 1906 pour l'instruction des fils de chefs qui se trouvaient à la mission de Rubaga. Il considérait aussi les congrégations enseignantes venues d'Europe ou d'Amérique comme une menace pour son autorité et ne leur permit qu'en 1924 de travailler dans son vicariat en y faisant entrer les frères canadiens de l'Instruction chrétienne de Ploërmel pour ouvrir le collège Sainte-Marie de Kisubi et d'autres écoles. Il ordonna en 1913 les deux premiers prêtres ougandais, ayant toujours considéré que la formation de nouveaux prêtres indigènes était une priorité. Il dirigea en 1913 et 1914 la commission d'ouverture d'enquête en béatification des martyrs de l'Ouganda. Il assistera en 1920 à Rome à leur béatification.
Henri Streicher avait une attitude d'une grande modernité par rapport au recrutement de nouveaux prêtres indigènes et d'autonomie financière vis-à-vis de l'Europe, ce qui n'était pas toujours compris par les autres missionnaires de l'époque. 
Henri Steicher prend sa retraite le 2 juin 1933 et est alors nommé archevêque titulaire de Brysis (de) et assistant au trône pontifical. Il est fait comte romain, Commander dans l'ordre de l'Empire Britannique (CBE) et chevalier de la Légion d'honneur. Il est coconsécrateur avec le pape Pie XII du tout premier évêque africain (Joseph Kiwanuka, futur archevêque de Rubaga, aujourd'hui Kampala) de l'histoire, en 1939, et fait ensuite partie des archevêques coconsécrateurs au consistoire du 18 février 1946 qui créée cardinal pour la première fois un prélat chinois, Thomas Tien Ken-sin (1890-1967) et dont il est le coconsécrateur, avec Celso Constantini.
Il passe les dernières dix-neuf années de sa vie à Ibanda dans son ancien vicariat et meurt à Villa Maria à l'âge de quatre-vingt-huit ans.

## Succession apostolique
Henri Streicher a ordonné les évêques suivants :
- Évêque Johannes Biermans (de), M.H.M. (1912)
- Évêque John Forbes, M. Afr. (1918)
- Évêque Julien-Louis-Edouard-Marie Gorju, M. Afr. (1922)
- Évêque Joseph-Georges-Édouard Michaud (de), M. Afr. (1929)

## Distinctions
- Chevalier de la Légion d'honneur (14 aout 1947)[1]